# トリビュート・トゥ・デューク・エリントン
『トリビュート・トゥ・デューク・エリントン』 (Tribute to Duke Ellington) は、1999年にニューヨークで録音された秋吉敏子ジャズ・オーケストラ・フィーチャリング・ルー・タバキンの7枚目のビッグバンド・ジャズのアルバム。デューク・エリントンの生誕百周年に発表された。
冒頭の3つのトラックに置かれた、「組曲 トリビュート・トゥ・デューク・エリントン」(Tribute To Duke Ellington Suite) は、モントレー・ジャズ・フェスティバルの委嘱を受けて、秋吉が作曲したものである。
後半は、エリントン楽団の楽曲が収録されているが、秋吉敏子ジャズ・オーケストラが秋吉作品以外を収録するのは初めてであった。

## トラックリスト
全曲とも、編曲は秋吉敏子。
1. セレブレーション・オブ・デュークス・バース (Celebration of Duke's Birth）（秋吉敏子） – 9:43
2. ユーロジー (Eulogy）（秋吉敏子） – 10:56
3. デューク・フォー・ジ・エイジズ (Duke for the Ages）（秋吉敏子） –10:25
4. プレリュード・トゥ・ア・キス (Prelude to a Kiss)（デューク・エリントン、アーヴィング・ミルズ（英語版）、アーヴィング・ゴードン（英語版）) – 10:47
5. デイ・ドリーム (Day Dream)（デューク・エリントン、ジョン・ラトゥーシュ（英語版）、ビリー・ストレイホーン）– 6:26
6. 歌を忘れて (I Let a Song Go Out of My Heart)（デューク・エリントン、ヘンリー・ネモ（英語版）、ジョン・レドモンド（英語版）、アーヴィング・ミルズ) – 6:31

## パーソネル
- 秋吉敏子 – ピアノ
- ルー・タバキン – テナー・サクソフォーン、フルート
- トム・クリステンセン (Tom Christensen) – テナー・サクソフォーン、クラリネット
- デイヴ・ピエトロ（英語版） – アルト・サクソフォーン、フルート
- ジム・スナイデロ – アルト・サクソフォーン、フルート、クラリネット
- スコット・ロビンソン（英語版） – バリトン・サクソフォーン、アルト・フルート、バス・クラリネット
- ジョン・エッカート（英語版） – トランペット
- アンディ・グラヴィッシュ (Andy Gravish) – トランペット
- マイケル・ポネラ (Michael Ponella) – トランペット
- ブライアン・リンチ（英語版） – トランペット（「プレリュード・トゥ・ア・キス」を除く）
- ジョー・マグナレリ（英語版） – トランペット（「プレリュード・トゥ・ア・キス」）
- スコット・ホイットフィールド (Scott Whitfield) – トロンボーン
- パット・ハララン (Pat Hallaran) – トロンボーン
- スティーヴ・アーマー (Steve Armour) – トロンボーン
- ティム・ニューマン (Tim Newman) – バス・トロンボーン
- フィリッペ・アーツ（英語版） – ベース
- アンディ・ワトソン (Andy Watson) – ドラムス

ゲスト：
- イツロ・タジマ (Itsuro Tajima) – 和太鼓
- ヒロ・ササキ (Hiro Sasaki) – 羯鼓